# 聖費利烏-德略夫雷加特主教座堂
聖費利烏-德略夫雷加特主教座堂（Sant Feliu de Llobregat Cathedral）是位於西班牙城市聖費柳-德略布雷加特的一座羅馬天主教的主教座堂。這座教堂也是天主教聖費利烏-德略夫雷加特教區的主教座堂。